# آرایه (زیست‌شناسی)
برای اینکه کار بررسی جانداران، اعم از جانوران و گیاهان، ساده‌تر شود، آن‌ها را رده‌بندی می‌کنند. در رده‌بندی جانداران، که به آن آرایه‌شناسی (تاکسونومی) هم گفته می‌شود، هر جانداری در جایگاه ویژه‌ای از نظر دسته‌بندی قرار می‌گیرد. به هر سطح از طبقه‌بندی، یک آرایه (Taxon) گفته می‌شود.

## رتبه‌های آرایه‌شناختی
در روشی به نام آرایه‌شناسی لینه‌ای اصطلاحات ویژه‌ای برای آرایه‌ها به‌کار می‌رود. اصطلاحات در رده‌بندی جانداران، از بزرگ به کوچک به صورت این شکل است: